# Джордж, Морин
Морин Джин Джордж (англ. Maureen Jean George, 1 сентября 1955, Булавайо, Южная Родезия) — зимбабвийская хоккеистка (хоккей на траве), полевой игрок. Олимпийская чемпионка 1980 года.

## Биография
Морин Джордж родилась 1 сентября 1955 года в городе Булавайо в Южной Родезии (сейчас Зимбабве).
Играла в хоккей на траве за «Солсбери Спортс» из Солсбери.
В 1980 году вошла в состав женской сборной Зимбабве по хоккею на траве на летних Олимпийских играх в Москве и завоевала золотую медаль. Играла в поле, провела 5 матчей, мячей не забивала.
В 80-е годы переехала в Кейптаун.